# Cyclodictyon lepidum
Cyclodictyon lepidum là một loài rêu trong họ Pilotrichaceae. Loài này được (Mitt.) Broth. & Watts mô tả khoa học đầu tiên năm 1918.